# Uloborus bigibbosus
Uloborus bigibbosus är en spindelart som beskrevs av Simon 1905. Uloborus bigibbosus ingår i släktet Uloborus och familjen krusnätsspindlar. Inga underarter finns listade i Catalogue of Life.